# Global Green Growth Institute
O Global Green Growth Institute (GGGI) é uma organização intergovernamental voltada para o desenvolvimento sustentável com sede em Seul, Coreia do Sul . A organização promove o crescimento verde como um novo paradigma de crescimento econômico que se caracteriza pelo equilíbrio entre o crescimento e a sustentabilidade ambiental. O GGGI fornece suporte técnico, oportunidades de pesquisa e engajamento de stakeholders para planos de crescimento verde, especialmente em países em desenvolvimento.
O Global Green Growth Institute trabalha em quatro áreas prioritárias: energia, água, planejamento do uso da terra e cidades verdes .

## História
O GGGI foi lançado pela primeira vez como um think tank em 2010 pelo presidente coreano Lee Myung-bak, e mais tarde foi convertido em uma organização internacional baseada em tratados em 2012 na Cúpula Rio+20 no Brasil.

## Trabalho
O trabalho da organização está focado em várias áreas:
- redução de emissão de gases de efeito estufa;
- criação de 'empregos verdes";
- ampliação do acesso à serviços sustentáveis, como energia limpa e acessível, transporte público sustentável, saneamento e gestão sustentável de resíduos;
- melhoraria da qualidade do ar;
- oferta adequada de serviços ecossistêmicos;
- adaptação às mudanças climáticas.[3]

## Membros

Estados Membros Estados Parceiros Organizações parceiras

O Instituto é uma organização baseada em tratados, que exige que os membros em potencial ratifiquem o Acordo sobre o Estabelecimento do Global Green Growth Institute para se tornarem Partes do Acordo. As organizações de integração regional também podem se tornar membros do Instituto mediante a ratificação do Convênio.

## Atividades

### Planos de crescimento verde em países em desenvolvimento
A GGGI tem trabalhado para desenvolver pesquisas e planos de crescimento verde para dezesseis países em desenvolvimento: Brasil, Camboja, China, Etiópia, Índia, Indonésia, Cazaquistão, Mongólia, Marrocos, Peru, Filipinas, Ruanda, África do Sul, Tailândia, Emirados Árabes Unidos e Vietnã. Em 27 de junho de 2014, a GGGI e o Programa Ambiental da ONU anunciaram uma nova parceria para cooperar na promoção de estratégias de crescimento verde e planos de ação em países ao redor do mundo.

### Plataforma de conhecimento de crescimento verde
Em 11 de janeiro de 2012, um Memorando de Entendimento foi assinado entre a GGGI, o PNUMA, a OCDE e o Banco Mundial para estabelecer a Plataforma de Conhecimento de Crescimento Verde. Esta assinatura foi seguida pela conferência inaugural da Green Growth Knowledge Platform na Cidade do México.

## Relacionamento com outros organismos internacionais

### Assembleia Geral das Nações Unidas
Em dezembro de 2013, o GGGI recebeu o status de observador pela Assembleia Geral das Nações Unidas. O status dá à GGGI o direito de falar nas reuniões da Assembleia Geral e patrocinar e assinar resoluções. A GGGI também poderá emitir votos processuais. Os observadores não estão autorizados a votar nas resoluções.

### Convenção-Quadro das Nações Unidas sobre Mudança do Clima
Em novembro de 2013, a GGGI recebeu o status de Organização Observadora Intergovernamental da Convenção-Quadro das Nações Unidas sobre Mudança do Clima (UNFCCC) na Décima Nona Conferência das Partes (COP) da UNFCCC. Em junho de 2015, a GGGI e a UNFCCC assinaram um Memorando de Entendimento para trabalharem juntos em atividades destinadas a abordar questões de crescimento verde em países em desenvolvimento, promovendo um desenvolvimento resiliente ao clima e de baixa emissão que alcançará a estabilização da concentração de gases de efeito estufa (GEE) no atmosfera.

### Fundo Verde para o Clima
Em janeiro de 2015, o GGGI foi credenciado como organização observadora do Green Climate Fund (GCF). O GCF foi estabelecido pelas Partes na conferência da Convenção-Quadro das Nações Unidas sobre Mudança do Clima (UNFCCC) de 2010, realizada em Cancun, México, e designada como uma entidade operacional do mecanismo financeiro da convenção. A GGGI apóia seus parceiros governamentais para acessar o financiamento de prontidão do projeto no programa de prontidão do GCF. Desde novembro de 2018, a GGGI apoiou 8 de seus governos parceiros no acesso a financiamento de prontidão, incluindo Vanuatu, Mongólia, Papua Nova Guiné, Tailândia, Laos PDR, Ruanda, Jordânia e Indonésia.

### Organização para Cooperação e Desenvolvimento Econômico
A GGGI é membro fundador da Green Growth Knowledge Platform juntamente com a OCDE . Em junho de 2013, a GGGI recebeu o status de elegibilidade para Assistência Oficial ao Desenvolvimento (ODA) pela Organização para Cooperação e Desenvolvimento Econômico – Comitê de Assistência ao Desenvolvimento (OCDE-DAC). A GGGI é observadora da Rede do Comitê de Assistência ao Desenvolvimento da OCDE sobre Meio Ambiente e Cooperação para o Desenvolvimento (DAC ENVIRONET).

### Bancos Multilaterais de Desenvolvimento e Comissões Regionais da ONU
Na Vigésima Primeira Conferência das Partes da Convenção-Quadro das Nações Unidas sobre Mudança do Clima, a GGGI juntamente com os bancos multilaterais de desenvolvimento e as comissões regionais das Nações Unidas lançaram uma Parceria de Crescimento Verde Inclusivo. Os membros fundadores da Parceria são GGGI, Banco Asiático de Desenvolvimento, Banco Africano de Desenvolvimento, Banco Interamericano de Desenvolvimento, Comissão Econômica das Nações Unidas para a África, Comissão Econômica das Nações Unidas para a América Latina e o Caribe, Comissão Econômica e Social das Nações Unidas para a Ásia e Pacífico e Comissão Econômica e Social das Nações Unidas para a Ásia Ocidental .

### Comissão Global sobre Economia e Clima
A GGGI é parceira de pesquisa da Comissão Global de Economia e do projeto Nova Economia Climática do Clima. A GGGI trabalha em conjunto com o World Resources Institute, Climate Policy Initiative, Ethiopian Development Research Institute, Indian Council for Research on International Economic Relations, London School of Economics and Political Science, Overseas Development Institute, Stockholm Environment Institute e Tsinghua University. A Comissão Global é composta por ex-chefes de governo e ministros da Fazenda, além de líderes nas áreas de economia, negócios e finanças, e presidida pelo ex-presidente do México Felipe Calderón.

## Estrutura Organizacional
A estrutura do instituto é composta por uma Assembleia, um Conselho, uma Secretaria e um Conselho Consultivo.

### Assembleia
A Assembleia é o órgão supremo da GGGI e é composta por todos os Estados Membros. Reúne-se a cada dois anos, onde elege membros para o conselho, nomeia o Diretor-Geral e analisa o progresso alcançado em direção aos objetivos do instituto. Além disso, a Assembleia aconselha sobre a direção geral do trabalho do instituto.
A Assembleia elege um presidente e dois vice-presidentes para mandatos de dois anos para servir em seu escritório. A atual direção da Assembleia é a seguinte:
- Ban Ki-moon, President[13]
- Republic of Korea, Vice-President[14]
- Ethiopia, Vice-President[14]

### Conselho
O conselho é o órgão executivo do Instituto e, sob a orientação da Assembleia, é responsável por dirigir as atividades do GGGI. Algumas de suas funções incluem: nomear novos Diretores-Gerais, aprovar o programa de trabalho e orçamento anual, aprovar demonstrações financeiras auditadas e aprovar a admissão de novos membros ao Comitê Consultivo.
O Conselho é composto por, no máximo, dezassete membros, nos seguintes termos:
- Cinco membros contribuintes, eleitos pela Assembleia para mandatos de dois anos
- Cinco membros participantes, eleitos pela Assembleia para mandatos de dois anos
- Cinco especialistas ou atores não estatais, nomeados pelo conselho para mandatos de dois anos
- Um assento permanente para o país anfitrião
- O Diretor-Geral

Além disso, o Conselho elege um presidente e dois vice-presidentes para formar sua mesa. A atual liderança do conselho é a seguinte:
- Ban Ki-moon, Chair[15]
- Republic of Korea, Vice-Chair[16]
- Ethiopia, Vice-Chair[16]

#### Atuais membros do Conselho
- Membros contribuintes[17][18]
  -  Austrália
  -  Indonésia
  -  Noruega
  -  Catar
  -  Reino Unido
- Membros participantes[18]
  -  Fiji
  -  Jordânia
  -  Paraguai
  -  Ruanda
  -  Senegal
- Atores especializados e não estatais[13]
  - Sr. Ban Ki-Moon
- República da Coreia
- O Diretor-Geral
  - Dr. Frank Rijsberman

### Secretariado
A Secretaria é o principal órgão operacional do instituto. A Secretaria é dirigida por um Diretor-Geral cujas funções incluem: fornecer liderança estratégica, preparar documentos operacionais e financeiros, relatar a implementação das atividades do instituto, implementar as decisões da Assembleia e do Conselho e representar o GGGI externamente.
A Secretaria está sediada em Seul, República da Coreia e tem operações em outros 24 países. O atual Diretor-Geral é o Dr. Frank Rijsberman.

#### Diretores-gerais anteriores
| Nome             | País           | Prazo                                         |
| ---------------- | -------------- | --------------------------------------------- |
| Richard Samans   | Estados Unidos | 2011 - 2013                                   |
| Howard Bamsey    | Austrália      | 15 de abril de 2013 - 27 de fevereiro de 2014 |
| Yvo de Boer      | Países Baixos  | 15 de abril de 2014 - 14 de abril de 2016     |
| Frank Rijsberman | Países Baixos  | 1 de outubro de 2016 - Presente               |

### Comite Consultivo
O Conselho Consultivo é um órgão consultivo do instituto. Ele serve como um fórum que permite a cooperação público-privada em crescimento verde, além de aconselhar o conselho sobre a estratégia e atividades do GGGI. Não há limite para a composição do Comitê Consultivo.